# Цибли
Цибли (укр. Циблі) — село, входит в Бориспольский район Киевской области Украины.
Население по переписи 2001 года составляло 3069 человек. Почтовый индекс — 08454. Телефонный код — 4567. Занимает площадь 2,96 км².

## Местный совет
08400, Київська обл., Переяслав-Хмельницький р-н, с. Циблі, вул.ім. Шевченка,41

## Достопримечательности
На острове в полукилометре от села располагаются руины церкви пророка Ильи, единственного сохранившегося здания от старого села Цибли. Из всего здания на сегодняшний день уцелели часть стен основного помещения храма и апсида. Колокольня и притвор были снесены при отселении жителей из села перед затоплением водами Каневского водохранилища, построенного между 1972 и 1978 годами. Рассматривается возможность восстановления церкви и создания прихода.

## Литература

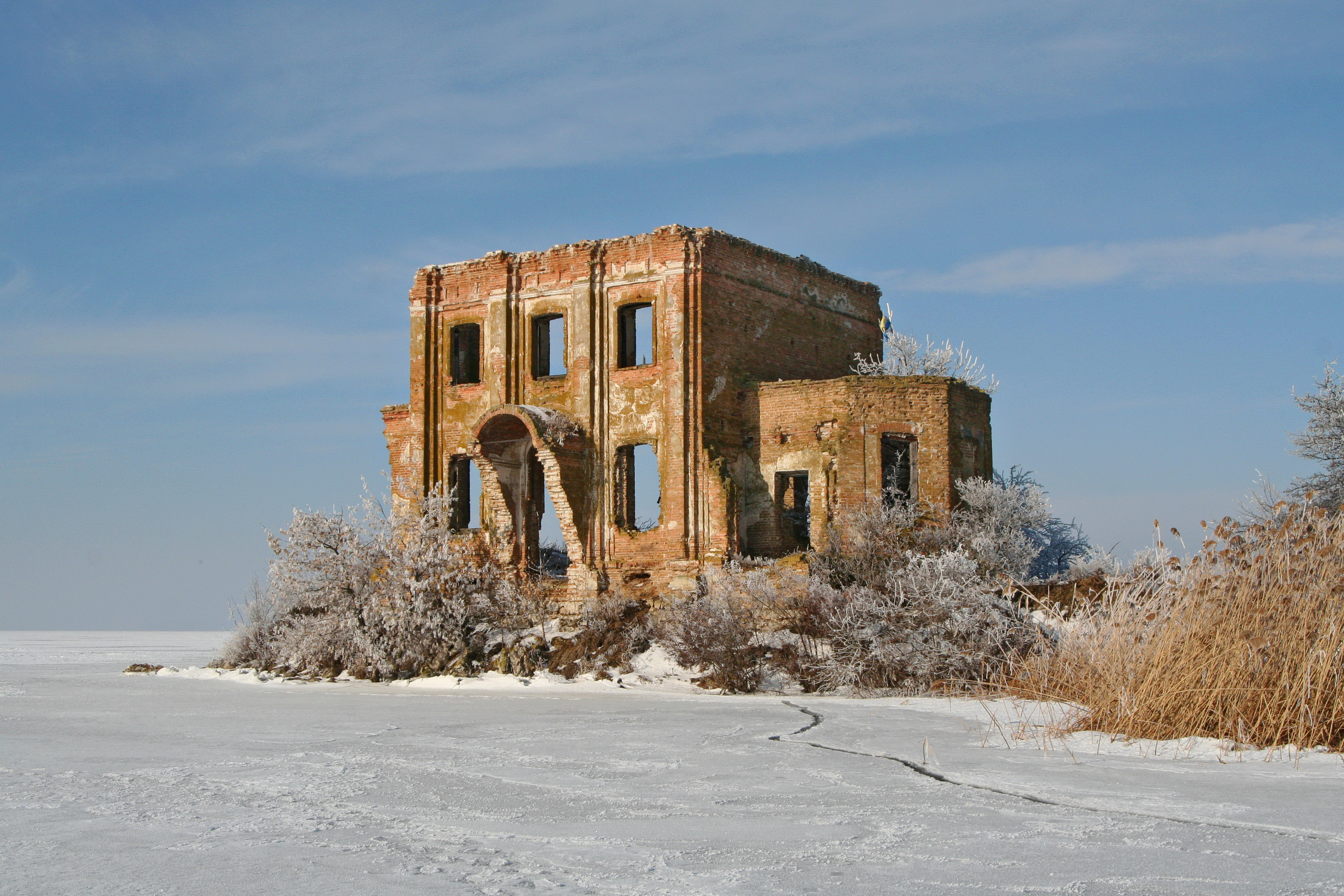
Руины церкви пророка Ильи